# STS-61
STS-61 (englisch Space Transportation System) ist eine Missionsbezeichnung für das US-amerikanische Space Shuttle Endeavour (OV-105) der NASA. Der Start erfolgte am 2. Dezember 1993. Es war die 59. Space-Shuttle-Mission und der fünfte Flug der Raumfähre Endeavour.
STS-61 war die erste Wartungsmission für das Hubble-Weltraumteleskop. Hauptziel war es, die fehlerhafte Optik des Teleskops mit dem COSTAR-Instrument (Corrective Optics Space Telescope Axial Replacement) zu korrigieren. Weiterhin wurde die Wide Field/Planetary Camera 2 (WFPC-2) in das Teleskop eingebaut. Zudem wurden zwei Sets Gyroskope ausgetauscht und die Solarkollektoren ersetzt. Erstmals wurden während eines Shuttlefluges fünf Ausstiege durchgeführt, darunter auch der bis dahin zweitlängste.

## Mannschaft

### Hauptmannschaft
- Richard Covey (4. Raumflug), Kommandant
- Kenneth Bowersox (2. Raumflug), Pilot
- Story Musgrave (5. Raumflug), Missionsspezialist
- Kathryn Thornton (3. Raumflug), Missionsspezialistin
- Claude Nicollier (2. Raumflug), Missionsspezialist (ESA/Schweiz)
- Jeffrey Hoffman (4. Raumflug), Missionsspezialist
- Thomas Akers (3. Raumflug), Missionsspezialist

Musgrave und Thornton waren bereits bei STS-33 gemeinsam geflogen, Hoffman und Nicollier bei STS-46, Thornton und Akers bei STS-49.

### Ersatz
- Gregory Harbaugh für Akers, Hoffman, Musgrave und Thornton

## Vorbereitungen
Nach ihrer letzten Mission STS-57 wurde die Endeavour zurück in die Orbiter Processing Facility gebracht, wo neben den routinemäßigen Nachinspektionen und Ausbesserungen das Spacelab-Modul und der EURECA-Satellit aus der Nutzlastbucht geholt wurden. Die Endeavour wurde am 21. Oktober zum Vehicle Assembly Building überführt und dort am mit den Feststoffraketen verbundenen Außentank angebracht. Das Shuttle wurde dann am 28. Oktober zur Startanlage 39 A gefahren.
Am 30. Oktober zog ein schwerer Sturm über Cape Canaveral hinweg, der Schäden am Payload Changeout Room, einem Reinraumbereich der Startanlage, über welchem Zugriff zur Nutzlastbucht der Raumfähre möglich ist, hinterließ. Um schnellstmöglich mit den Reparaturen beginnen zu können, wurde entschieden, die Endeavour von Startanlage 39 B zu starten. Der zweite Rollaround der Shuttlegeschichte fand am 15. November statt.
Am 18. November trat ein Fehler am Hydrauliksystem des Fahrwerks auf. Ein sogenannter „delta-p transducer“ fiel aus. Da lediglich dieser eine von vier ausfiel und für den Start nur drei delta-p transducer benötigt werden, wurde auf ein Rollback des Shuttles zur Orbiter Processing Facility verzichtet.
Die Besatzung kam am 27. November am Kennedy Space Center an, wenig später wurde mit dem Countdown begonnen.

## Missionsüberblick

### Start
Der erste Startversuch am 1. Dezember wurde aufgrund schlechten Wetters für eine Notlandung auf der Shuttle Landing Facility abgesagt. Weiterhin befand sich ein Schiff in der Solid Rocket Booster-Landezone. Man entschied sich dafür, einen Tag später den Start erneut zu versuchen. Beim zweiten Startversuch gab es keine Probleme und so konnte die Endeavour am 2. Dezember um 09:27 UTC Richtung Hubble aufbrechen. Zwei Minuten nach dem Start wurden die Feststoffraketen abgeworfen, nach acht Minuten wurden die Haupttriebwerke abgeschaltet und 10 Sekunden später der Außentank abgeworfen.

### Rendezvous und Einfangen
Am zweiten Flugtag wurden mehrere Triebwerksstarts durchgeführt, um die Annäherungsgeschwindigkeit an Hubble zu erhöhen. Weiterhin wurden die Raumanzüge und der Roboterarm des Shuttles auf Funktionalität überprüft. Zudem wurde der Luftdruck in der Kabine um 45 % gesenkt, um der Weltraumkrankheit bei den Ausstiegen vorzubeugen.
Zu Beginn des dritten Flugtags war es Jeffrey Hoffman möglich, Hubble mittels eines Fernglases zu erkennen. Er bemerkte dabei auch, dass sich einer der Solarkollektoren Hubbles um 90° verbogen hatte. Eine weitere Reihe Triebwerksstarts brachte die Endeavour nur wenige Kilometer hinter Hubble. Von dort aus übernahm Richard Covey die manuelle Kontrolle und brachte die Endeavour zunächst in eine Position unterhalb Hubbles. Von dort aus manövrierte er sie bis etwa zehn Meter an Hubble heran. Um 08:48 UTC fing Claude Nicollier es mit dem Roboterarm ein und setzte es nach 38 Minuten in eine Halterung in der Nutzlastbucht ein.

### Arbeiten an Hubble
Nur sechs Stunden später begann der erste Außeneinsatz mit den Astronauten Story Musgrave und Jeffrey Hoffman. Dabei wurden zwei Gyroskopeinheiten ausgetauscht, die zum Ausrichten und Stabilisieren des Teleskops dienen. Danach wurden die Elektronikeinheiten getauscht, die die Gyroskope steuern. Außerdem wurden acht Sicherungen ausgewechselt. Dieser Ausstieg dauerte 7 Stunden und 50 Minuten. Da es Probleme gab, die Zugangstüren zu öffnen, dauerte die EVA länger als geplant und war der zweitlängste Ausstieg in der Geschichte der NASA.

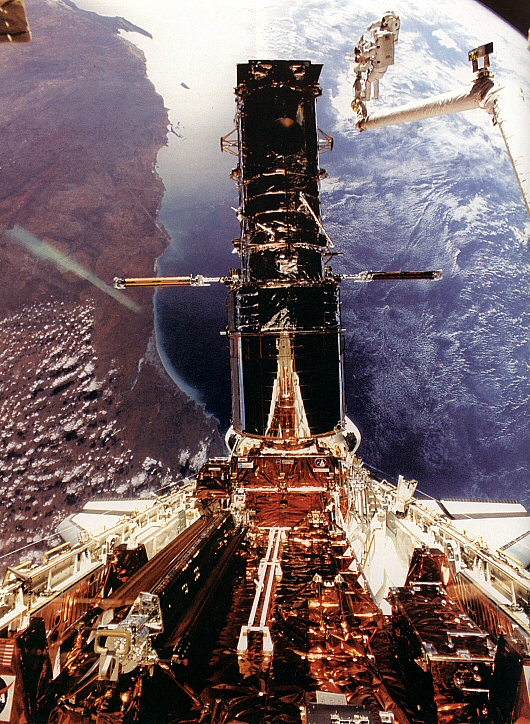
Blick auf das Teleskop aus dem Space Shuttle, im Hintergrund die nördliche Westküste Australiens

Am nächsten Tag (fünfter Flugtag) wurden die von der ESA gebauten Solarzellen durch Thomas Akers und Kathryn C. Thornton ausgetauscht. Das erste Paneel konnte wegen eines Knicks nicht eingerollt werden. Es wurde daher während der Nachtphase des Orbits demontiert und beim Eintritt in das Tageslicht über Bord geworfen und „segelte“ langsam davon. Danach wurde das neue Solarpaneel installiert. Das zweite Paneel wurde aufgerollt, demontiert und verstaut, um es zur späteren Analyse durch die ESA zurück auf die Erde zu bringen. Danach wurde auch das zweite neue Paneel angebracht und der Außeneinsatz nach sechseinhalb Stunden beendet.
Der sechste Flugtag brachte den Ausbau der WFPC-Kamera (Wide Field Planetary Camera) durch Story Musgrave, der von Jeffrey Hoffman unterstützt wurde. Die WPFC wurde durch eine leistungsfähigere Kamera und eigene Korrekturoptik ersetzt (WFPC2). Des Weiteren wurden Magnetfeldsensoren, der „Kompass“ des Teleskops, ersetzt. Sie waren wahrscheinlich durch UV-Strahlung beschädigt worden.
Am siebten Flugtag wurde während der vierten EVA von Thornton und Akers die COSTAR-Korrekturoptik (Corrective Optics Space Telescope Axial Replacement) für den Fehler des Hauptspiegels installiert, die für alle Geräte des Teleskops (außer WFPC2, das hatte eigene Korrektur) den Strahlengang korrigiert und wieder scharfe Abbildungen ermöglichte. Außerdem wurde der Bordcomputer mit zusätzlichem Speicher und einem Coprozessor aufgerüstet. Erst sechs Wochen nach dem Einbau der „Hubblebrille“ konnte überprüft werden, dass die Korrektur wirklich funktionierte. Das Teleskop konnte nun nach über drei Jahren im All erstmals ernsthaft für wissenschaftliche Zwecke eingesetzt werden.
Am achten Flugtag erfolgte der Austausch der Antriebselektronik der Solarpaneele, wiederum mit Musgrave und Hoffman. Danach wurde die Elektronik aktiviert und nach etlichen Schwierigkeiten und ein paar Anschubsern durch die Astronauten entfalteten sich die Sonnenkraftwerke endlich und richteten sich nach der Sonne aus.

### Aussetzen
Am neunten Flugtag wurde das Weltraumteleskop auf interne Stromversorgung umgestellt. Für den Fall unvorhergesehener Probleme, gab es noch Pläne für zwei weitere Außeneinsätze. Es gab jedoch keine Beanstandungen, und die Freigabe für das Aussetzen des Satelliten wurde von der Bodenstation in Houston erteilt. Claude Nicollier hob ihn mit dem Roboterarm wieder aus der Ladebucht heraus und überließ ihn bis zum nächsten Besuch von STS-82 wieder sich selbst.

### Landung
Die Landung fand am 13. Dezember 1993 um 05:25:37 Uhr UTC auf der Shuttle Landing Facility, Landebahn 33, statt. Das Shuttle benötigte 53 Sekunden zum Ausrollen auf der Landebahn und legte dabei 2.415 m zurück. Das Landegewicht betrug 96 Tonnen.

## Sonstiges
Bis auf Kathryn Thornton hatten alle Crewmitglieder einen Cameo-Auftritt in einer Episode der US-amerikanischen Sitcom Hör mal, wer da hämmert. Richard Covey erklärt, dass sich Kathryn Thornton
in der NASA um die wichtigen Dinge kümmern müsse.
STS-61 war die letzte Mission von Flight Director Gene Kranz, bevor er in den Ruhestand ging.